# Абу Бакр аль-Караджи
Фахр ад-Дин Абу Бакр Мухаммад ибн аль-Хусайн аль-Караджи (или аль-Кархи, перс. ابوبکر محمد بن حسین کرجی‎, англ. Abū Bakr ibn Muhammad ibn al Husayn al-Karajī (or al-Karkhī), 953 – 1029) — аббасидский математик, который первым описал биномиальные коэффициенты и структуру, известную в Европе как треугольник Паскаля, за 600 лет до работы Блеза Паскаля. Его работы сыграли большую роль в отделении алгебры от геометрии, что стало важным этапом в её развитии как самостоятельной дисциплины.
По одной из версий Абу Бакр Мухаммад ибн аль-Хусайн является выходцем из города Карадж, по другой версии он родился в пригороде Багдада, Кархе. В источниках можно встретить его упоминание как аль-Караджи, так и как аль-Кархи. Большую часть жизни учёный прожил в Багдаде, где и написал свои основные работы.

## Научные труды

### «Книга об алгебре и алмукабале»
«Книга об алгебре и алмукабале», известная как «al-Fakhri» («Славный»), написанная около 1010 года, содержит учение об алгебраическом исчислении и об определённых и неопределённых уравнениях. Аль-Караджи оперирует не только квадратными, но и кубическими корнями, используя формулу для куба суммы и разности. Он даёт правила для определения суммы арифметической прогрессии, а также суммы квадратов и кубов последовательных чисел. Для суммы квадратов аль-Каражди приводит верную формулу, но сообщает, что доказать её правильность он не может. Для суммы кубов он приводит геометрическое доказательство.

#### Одночлены и многочлены
В этой книге он первым ввёл понятие мономов (одночленов) {\displaystyle x,x^{2},x^{3},...} и {\displaystyle 1/x,1/x^{2},1/x^{3},...}, а также дал правила произведения любых двух таких одночленов. Его достижение заключалось в том, что он определил произведение этих членов без ссылок на геометрию. Фактически, он почти дал общую формулу для этих произведений {\displaystyle x^{n}x^{m}=x^{n+m}} для всех целых {\displaystyle n} и {\displaystyle m}, но не дал определения {\displaystyle x^{0}=1} и {\displaystyle x^{-n}=1/x^{n}}. В дальнейшем эти детали были добавлены его последователем аль-Самуалом (1130—1180).
После установления правил умножения и деления одночленов аль-Караджи перешел к изучению их сумм. Он разработал правила для сложения, вычитания и умножения таких величин, однако не предоставил общее правило для деления составной величины. Вместо этого были предложены правила только для деления составной величины на одночлен. Кроме того, аль-Караджи сформулировал правило для извлечения квадратного корня из составной величины, которое, несмотря на ограничение лишь положительными коэффициентами, представляет собой значительное достижение.

#### Математические доказательства
Аль-Караджи также использует в своих доказательствах форму математической индукции, хотя и не даёт строгого изложения принципа. Он доказывает случай для {\displaystyle n=1}, затем для {\displaystyle n=2}, основываясь на результате для {\displaystyle n=1}, и так далее, доходит до {\displaystyle n=5}, замечая, что этот процесс можно продолжать бесконечно. Хотя это ещё не полноценная математическая индукция, такой подход является важным шагом к пониманию индуктивных доказательств.
Аль-Караджи использует такую индукцию для биномиальной теоремы, биномиальных коэффициентов и треугольника Паскаля.
{\displaystyle (a+b)^{n}=\sum _{k=0}^{n}{n \choose k}a^{k}b^{n-k}}
Также с помощью неявной математической индукции он предоставил доказательство выражения {\displaystyle \sum i^{3}=(\sum i)^{2}}.
Еще одна важная идея, введенная аль-Караджи и продолженная аль-Самуалом и другими, заключалась в использовании индуктивного аргумента для работы с определенными арифметическими последовательностями. Так, аль-Караджи использовал такой аргумент для доказательства формулы суммы целых кубов, которая уже была известна Ариабхате <...> Однако аль-Караджи не утверждал общий результат для произвольного n. Он заявил свою теорему для конкретного числа 10 <...> Его доказательство, тем не менее, явно предназначалось для распространения на любое другое целое число. <...> Аргумент аль-Караджи по существу включает два основных компонента современного доказательства методом индукции, а именно истинность утверждения для {\displaystyle n=1} {\displaystyle (1=1^{3})} и вывод истинности для {\displaystyle n=k} из истинности для {\displaystyle n=k-1}. Конечно, этот второй компонент не является явным, так как в некотором смысле аргумент аль-Караджи идет в обратном порядке; то есть он начинает с {\displaystyle n=10} и идет вниз до 1, а не поднимается вверх. Тем не менее, его аргумент в аль-Фахри является самым ранним сохранившимся доказательством формулы суммы целых кубов.Виктор Кац, История Математики: Введение
Кроме того, аль-Караджи доказал формулу суммы ряда из натуральных чисел {\displaystyle \sum _{i=1}^{n}i={\frac {n(n+1)}{2}}}.

### «Книга о нахождении скрытых вод»

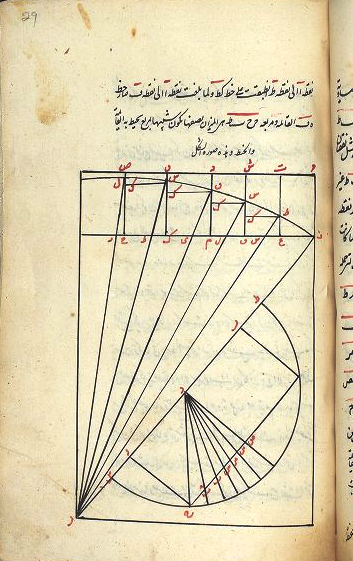
Рукопись XVII-го века книги аль-Караджи XI-го века, «О нахождении скрытых вод»